# 전북특별자치도완주교육지원청
전북특별자치도완주교육지원청(全北特別自治道完州敎育支援廳, Wanju Office of Education)은 전북특별자치도 완주군을 관할하는 전북특별자치도교육청 산하의 교육지원청이다.
교육장은 장학관으로 보한다.

## 산하 기관

### 초등학교
| - 가천초등학교 - 간중초등학교 - 고산동초등학교 - 삼우초등학교 - 고산초등학교 - 구이초등학교 - 남관초등학교 - 대덕초등학교 | - 동상초등학교 - 동양초등학교 - 봉동초등학교 - 양화분교 - 봉서초등학교 - 봉성초등학교 - 비봉초등학교 - 삼례동초등학교 | - 삼례중앙초등학교 - 삼례초등학교 - 상관초등학교 - 소양서초등학교 - 소양초등학교 - 송광초등학교 - 용봉초등학교 - 용진초등학교 | - 운주초등학교 - 이서초등학교 - 이성초등학교 - 청명초등학교 - 청완초등학교 - 태봉초등학교 - 화산초등학교 |

### 중학교
| - 고산중학교 - 구이중학교 - 봉서중학교 - 삼례여자중학교 | - 삼례중학교 - 삼우중학교 - 상관중학교 - 소양중학교 | - 완주중학교 - 용진중학교 - 운주중학교 - 전주예술중학교 | - 전북체육중학교 - 화산중학교 |